# Извору Фрумос
Извору Фрумос (рум. Izvoru Frumos) насеље је у Румунији у округу Мехединци у општини Извору Барзиј. Oпштина се налази на надморској висини од 116 m.

## Становништво
Према подацима из . године у насељу је живело 244 становника.